# Farmington (Michigan)
Farmington je město v okrese Oakland County ve státě Michigan ve Spojených státech amerických. K roku 2010 zde žilo 10 372 obyvatel. S celkovou rozlohou 6,89 km² byla hustota zalidnění 1 505,5 obyvatel na km².